# Лужки (Ідриця)
Лужки (рос. Лужки) — присілок в Себезькому районі Псковської області Російської Федерації.
Населення становить 103 особи. Входить до складу муніципального утворення Муніципальне утворення Ідриця.

## Історія
Від 2015 року входить до складу муніципального утворення Муніципальне утворення Ідриця.

## Населення
| 2001 | 2002 | 2010 |
| ---- | ---- | ---- |
| 155  | ↗156 | ↘103 |